# Oreshnik
Oréshnik u Oreshnik (en ruso: Оре́шник, romanizado: Oréshnik Avellano, índice GRAU: 9M729 «Oreshnik») es un sistema de misiles móviles terrestres y un misil balístico de alcance intermedio (IRBM) de fabricación rusa con capacidad hipersónica. Tiene un alcance estimado de 3000 a 5500 km y una velocidad máxima de Mach‑10. Puede transportar ojivas convencionales o nucleares. Está equipado con un sistema de ojiva múltiple dirigida individualmente, como un vehículo de reentrada múltiple e independiente (MIRV), cuenta con seis ojivas, que a su vez tienen seis submuniciones cada una.
Fue anunciado por el presidente Vladímir Putin durante su discurso del 21 de noviembre de 2024, el misil se utilizó para atacar la planta «Yuzhmash» que produce tecnología de misiles desde la era soviética, ubicada en la ciudad de Dnipró en Ucrania. Este ataque fue el primero en la historia realizado por un arma con este rango de alcance y presentado como una prueba del arma en condiciones de combate real, por lo que el misil en vez de llevar una carga explosiva portaba diferentes instrumentos de control.
El viernes 22 de noviembre de 2024 el presidente de Rusia anunció la entrada en producción en serie de dicha arma.

## Desarrollo
El diseño del misil Oreshnik estaría basado en el misil balístico intercontinental de fabricación rusa RS-26 Rubezh, que fue excluido el 22 de marzo de 2018 del programa estatal de armamento ruso hasta 2027, debido a la imposibilidad de financiamiento simultáneo con el complejo misil hipersónico nuclear Avangard (mencionándose «Avangard» como una prioridad). El misil RS-26 Rubezh sería una evolución del misil RS-24 Yars. El desarrollo de Oreshnik comenzó en Dnepropetrovsk, en Yuzhmash. Así lo afirmó a los medios de comunicación ucranianos el ex ingeniero de diseño de la Oficina de Diseño de Yuzhnoye, Alexander Kochetkov. Según sus palabras, se trata de un prototipo del cohete Universal de combustible sólido, que comenzó su construcción y planificación en la época de la Union soviética. Cuya documentación, tras el colapso de la URSS, «fue transferida al Instituto de Ingeniería Térmica de Moscú». Como resultado, sobre esa base se creó el RT-2UTTH Topol-M, y posteriormente el misil intercontinental RS-24 Yars.
El Oreshnik es un misil balístico de alcance intermedio de dos etapas, utiliza motores de combustible sólido, posiblemente utiliza la primera etapa de cohetes como el RS-24 Yars o RS-26 Rubezh y una segunda etapa de cohetes modificada con un nuevo lanzador de reentrada. El misil Oreshnik es del mismo tipo que el RSD-10 Pioneer.
Al igual que RS-24 Yars y RS-26 Rubezh, hace parte del sistema de misiles móviles terrestres (PGRK), siendo capaz de patrullar en determinadas áreas, e ir a un puesto de tiro para realizar un disparo. Su plataforma de lanzamiento pueden ser los sistemas de misiles rusos de nueva generación «Kedr» (cedro).
Según afirma el Ministerio de Defensa de Ucrania, el misil está equipado con un sistema de ojiva múltiple dirigida individualmente, como un vehículo de reentrada múltiple e independiente (MIRV), el misil cuenta con seis cabezas de guiado con seis submuniciones cada una, lo que otorga un total de treinta y seis impactos. El presidente ruso Vladímir Putin afirmó que la temperatura de los objetos dañinos del misil, alcanzan cifras aproximadas de cuatro mil grados centígrados, lo que convierte en polvo, en partículas elementales todo lo que se encuentre en el epicentro de su explosión.
Es capaz de alcanzar una velocidad máxima hipersónica de Mach 10-12 (2.5-3 km/s). Lo que le otorga al misil un gran nivel de penetración al dificultar su intercepción, y aumentar su fuerza cinética.  El misil cuenta con capacidad nuclear y convencional. El uso masivo de Oreshnik con armamento convencional, puede equipararse al de un ataque nuclear.
En los medios de comunicación rusos, afirman que  Oreshnik  es un misil balístico de alcance intermedio (IRBM). El Tratado sobre Fuerzas Nucleares de Rango Intermedio (INF) definió los misiles balísticos de alcance intermedio (IRBM) como aquellos con alcances de entre 1000 a 5500km . Lo que le otorga al misil un alcance máximo estimado entre 3000‑5500 km desde su plataforma de lanzamiento, hasta su objetivo, similar al alcance del misil autóctono RSD-10 Pioneer.
Producción en masa
El 22 de noviembre de 2024, el presidente de la Federación de Rusia Vladímir Putin. sostuvo una reunión con los líderes del Ministerio de Defensa (Rusia), en la que se decidió adoptar el complejo de misiles Oreshnik para el servicio activo por parte de las Tropas de Misiles de Designación Estratégica y establecer su producción en serie. En la misma reunión, el presidente ruso prometió seguir probando este sistema de misiles en condiciones de combate.
Dificultad de intercepción
Un director del Centro de Estudios Estratégicos e Internacionales (CSIS, por sus siglas en inglés) dijo que la capacidad del misil para lanzar múltiples ojivas lo diferenciaba de otros misiles con capacidad nuclear que se habían utilizado contra Ucrania y lo hacía extremadamente difícil de interceptar. Un analista militar ucraniano afirmó que los sistemas de defensa aérea de Ucrania son completamente incapaces de interceptar el misil, y que no puede detectarse en su viaje a través de la atmósfera superior.

## Características
El sistema de misiles Oréshnik tiene las siguientes características principales:
- Peso: 30 000–40 000 kg.
- Longitud: 15-18.5 m.
- Diámetro: 1860 mm.
- Alcance efectivo: 3000‑5500 km.
- Explosivo: Ojivas MIRV convencionales o nucleares.
- Ojiva: 6 MIRV.
- Detonación: Detonador programado.
- Propulsor: Cohete de combustible sólido.
- Velocidad máxima: Mach 10‑12.
- Plataforma de lanzamiento: Kedr.
- Camión MZKT-79291.
- Temperatura alcanzada en el objetivo:  4000 °C.

El Oreshnik sin carga nuclear permite una gran destrucción, puede equivaler a un ataque nuclear, sin dejar contaminación nuclear tras su uso. Es un arma de precisión por lo que no se considera un arma de destrucción masiva. Es capaz de destruir objetivos altamente defendidos y situados a gran profundidad.

## Historial de lanzamientos
| # Número                                                    | Fecha                   | Lugar de lanzamiento                  | Objetivo |
| ----------------------------------------------------------- | ----------------------- | ------------------------------------- | --- |
| 1.                                                          | Octubre de 2023         | Cosmódromo de Kapustin Yar            | Lanzamiento de prueba. |
| 2.                                                          | Junio de 2024           | Cosmódromo de Kapustin Yar            | Lanzamiento de prueba. |
| 3.                                                          | 21 de noviembre de 2024 | Cosmódromo de Kapustin Yar (probable) | Lanzamiento de prueba de combate en el territorio de Ucrania en Dnipro, a la fábrica Yuzhmash, rango de lanzamiento aproximado de unos 800 km. |
| Información obtenida de fuentes como: Tacc, Military Russia |                         |                                       | |

Contexto de su primer uso en combate
El lanzamiento de este misil se produjo en el contexto de la autorización dada el 17 de noviembre de 2024 por parte de Estados Unidos y Reino Unido a las fuerzas ucranianas a atacar territorios dentro de las fronteras de (1991-2013) de la Federación de Rusia, utilizando misiles de largo alcance, tales como los HIMARS/ATACMS estadounidenses y los misiles Storm Shadow británicos. La capacidad de estos misiles depende integralmente de la constelación de satélites, así como también de los sistemas de radar alerta temprana y control aerotransportado (AWACS) de la OTAN. La complejidad técnica de estos misiles implica que su uso sea realizado por oficiales entrenados de la OTAN. El 19 de noviembre de 2024 las Fuerzas Armadas de Ucrania (FAU) atacaron objetivos en la región rusa de Bryansk con seis misiles estadounidenses MGM-140 ATACMS contra una instalación militar que presuntamente era un depósito de armamentos que albergaba municiones para artillería, bombas guiadas, misiles antiaéreos y cohetes de la Federación de Rusia, según los medios informativos rusos 5 misiles fueron interceptados, el sexto impacto, se informó que no hubo muertos ni heridos. El segundo ataque llevado a cabo por las Fuerzas Armadas de Ucrania el 21 de noviembre de 2024, se realizó con misiles MBDA Storm Shadow británicos, contra una instalación militar rusa en la región fronteriza de Kursk, realizando múltiples impactos. en los que produjeron daños materiales y humanos.
Primer uso operativo de Oreshnik
El misil Oreshnik fue desplegado por primera vez en combate en la Invasión rusa de Ucrania el 21 de noviembre de 2024, durante un ataque ruso desde el complejo de misiles Kedr, situado en la región rusa de Astracán, cuyo objetivo era la planta de fabricación de misiles balísticos de corto y mediano alcance Yuzhmash en Dnipró, Ucrania. Este lanzamiento, según las declaraciones oficiales del gobierno ruso, tenía como objetivo probar las capacidades del sistema en condiciones reales de combate, utilizando una ojiva hipersónica no nuclear. 
Algunos análisis posteriores indican que el ataque de Oreshnik, realizado el 21 de noviembre de 2024, podría haberse realizado con munición inerte, es decir, no haber involucrado explosivos, impactando meramente con la energía cinética del misil y que posiblemente estaba destinado a ser una respuesta política.
Declaraciones
Estas acciones generaron una respuesta por parte de la Federación de Rusia el 21 de noviembre de 2024, con el uso del misil balístico de alcance intermedio Oreshnik y la posterior declaración del presidente ruso Vladímir Putin sobre el hecho:

Me gustaría informar al personal de las Fuerzas Armadas de la Federación de Rusia, a los ciudadanos de nuestro país, a nuestros amigos por todo el mundo, así como a las personas que siguen haciéndose ilusiones sobre la posibilidad de infligir una derrota estratégica a Rusia, acerca de los acontecimientos que ocurren hoy en la zona de la operación militar especial, en particular, las secuelas del uso de armas nucleares de largo alcance producidos en Occidente contra nuestro territorio. Anteriormente, continuando la línea hacia la escalada del conflicto provocado por Occidente en Ucrania, EEUU y sus aliados de la OTAN anunciaron que permitieron utilizar sus sistemas de armamentos de alta precisión de largo alcance contra el territorio de la Federación de Rusia.

El pasado 19 de noviembre, seis misiles tácticos ATACMS de fabricación estadounidense, y, el pasado 21 de noviembre, en el curso del ataque de misiles combinado con sistemas Storm Shadow, de producción británica, y HIMARS, fabricados en EEUU, se efectuaron golpes contra instalaciones militares en el territorio de la Federación de Rusia, o sea, en las provincias de Briansk y Kursk. A partir de este momento, según hemos recalcado en múltiples ocasiones, el conflicto regional provocado por Occidente en Ucrania, acaba de adquirir elementos de alcance global. <...>
Me gustaría volver a enfatizar que el uso de tales das armas por el enemigo no puede influir en el curso de las hostilidades en la zona de la operación militar especial. <...>
El pasado 21 de noviembre, respondiendo al uso de armamentos de largo alcance estadounidenses y británicos, las Fuerzas Armadas rusas asestaron un golpe combinado contra una de las instalaciones del sector militar ucraniano. Entretanto, en condiciones de combate, se ensayó uno de los novísimos sistemas de misiles rusos de medio alcance, en este caso, con un misil balístico hipersónico empleado sin carga nuclear. Nuestros operadores de misiles lo denominaron Oréshnik. Los ensayos tuvieron éxito, se logró batir el blanco.
En Ucrania, en la ciudad de Dniepropetrovsk, se vio impactado uno de los mayores complejos industriales, conocidos desde la época de la URSS, que sigue produciendo hoy equipos de cohetes y otros armamentos. <...>
Cabe reiterar que Rusia se comprometió voluntaria y unilateralmente a no desplegar misiles de alcance medio y más corto hasta que armamentos estadounidenses similares no aparecieran en alguna región del globo. Repito. Ensayamos el sistema de misiles Oréshnik en condiciones de combate en respuesta a las acciones agresivas de los países de la OTAN contra Rusia.
Tomaremos la decisión acerca del futuro despliegue de misiles de alcance medio y más corto en base a las acciones de EEUU y sus satélites. Tenemos derecho a emplear nuestros armamentos contra instalaciones militares de los países que permitan usar sus armas contra nuestros objetivos. En el caso de la escalada de las acciones agresivas, vamos a responder de una manera igualmente rotunda y simétrica. <...>
Por supuesto, al optar por destruir blancos en el territorio ucraniano con los sistemas como Oréshnik en caso de necesidad o como medidas de respuesta, sugeriremos de antemano a los civiles y pediremos a los ciudadanos de países amistosos que se encuentren allí que abandonen las zonas peligrosas. Los sistemas de defensa antiaérea modernos existentes en el mundo y los sistemas de defensa antimisil creados por EEUU en Europa no interceptan los misiles de este tipo. 
Me gustaría volver a subrayar que no fue Rusia, sino EEUU, el que destruyó el sistema de seguridad internacional y, siguiendo luchando y agarrándose a su hegemonía, empuja al mundo entero hacia un conflicto global. Siempre hemos preferido y hoy estamos dispuestos a solucionar todas las controversias por medios pacíficos. Al mismo tiempo, estamos preparados para cualquier desarrollo de eventos.

Si alguien sigue dudándolo, está equivocado. Siempre responderemos.
Vladimir Vladimirovich Putin